# Rio Tiquié
O rio Tiquié é um curso de água no estado do Amazonas, que tem sua nascente na fronteira entre o Brasil e a Colombia, sendo um afluente do Rio Uaupés. Possui 374 Km de comprimento segundo medições feitas por satélite